# M/F Menja
M/F Menja er en af FanøFærgens færger. Den sejler mellem Esbjerg og Nordby på Fanø. Søsterfærgen hedder M/F Fenja. Overfartstiden er 12 minutter. De to bilfærger sejler ca. samtidigt fra færgelejerne i henholdsvis Esbjerg og Nordby, og mødes uden for sejlrenden ind til Fanø. Færgen er opkaldt efter jættepigen Menja fra den nordiske mytologi.
De gamle færger blev afløst af 1998 to nybygninger, M/F Menja og M/F Fenja, på 750 brt. med plads til 396 passagerer, 35 biler og 60 cykler, bygget på Morsø Værft. Hvert skib har to 500 HK dieselmotorer. Færgerne har i hver ende en skrue der kan drejes horisontalt fra 0 til 180 grader på ti sekunder. Oprindelig blev færgen designet af Svendborg Værft, men værftet gik konkurs og Morsø værft overtog kontrakten. Som noget nyt har færgen en ”cykelstald” på et særligt dæk med plads til 60 cykler i stativer. Den samlede distance på ruten er ca. 1.35 sømil eller ca. 2500 m. Planlagt overfartstid ifølge fartplanen med færgerne Fenja og Menja er 12 minutter.
Der er ingen elevator fra vogndækket til passagerdækket, men kun trapper. Det er tilladt at opholde sig på vogndækket under overfart medmindre der sejles med farligt gods. Færgen har et særligt rampe med plads til 60 cykler i stativer. Handicappede og dårligt gående kan dermed som alternativ komme ombord via. rampen fra kajen til færgen således, at de kommer direkte ind på passagerniveauet, hvor alle faciliteter findes.

## Data
| Længde       | 49,9 meter               |
| Bredde       | 13,3 meter               |
| Dybgang      | 2,3 meter                |
| Værft        | Morsø Værft              |
| Færdigbygget | 1998                     |
| Kapacitet    | 396 pass. 35 personbiler |
| Tophastighed | 11,5 knob (21,3 km/t).   |